# Dicte
Dicte – duński serial telewizyjny emitowany od 7 stycznia 2013 do 24 października 2016 roku przez stację TV2. W Polsce wyświetlany jest od 1 lipca 2015 roku na kanale Ale Kino+. Serial oparty jest na powieściach duńskiej pisarki Elsebeth Egholm.

## Fabuła
Akcja serialu rozgrywa się we współczesnej Danii. Dicte Svendsen, czterdziestoletnia rozwiedziona dziennikarka, przeprowadza się wraz z nastoletnią córką do rodzinnego Aarhus, gdzie rozpoczyna pracę w gazecie "Dagbladet". Pisze w niej artykuły do rubryki kryminalnej. Sprawy, które opisuje, wciągają ją do tego stopnia, że sama zaczyna rozwiązywać kryminalne zagadki.

## Obsada
| Aktor                     | Postać              |
| ------------------------- | ------------------- |
| Iben Hjejle               | Dicte Svendsen      |
| Lars Brygmann             | John Wagner         |
| Lærke Winther Andersen    | Anne Skov Larsen    |
| Lene Maria Christensen    | Ida Marie           |
| Ditte Ylva Olsen          | Bendtsen            |
| Emilie Kruse              | Rose Svendsen       |
| Dar Salim                 | Bo Skytte           |
| Lars Ranthe               | Torsten             |
| Thue Ersted Rasmussen     | Peter Boutrup       |
| Brinette Odgaard Sorensen | Cecilie Høgh        |
| Peter Schrøder            | Kaiser              |
| Sven Ole Schmidt          | Kurt Hassing        |
| Ulrik Jeppesen            | Christian Willadsen |
| Jesper Riefensthal        | Per Simonsen        |
| Rolf Hansen               | Jeppe Vrå           |
| Simon Krogh Stenspil      | Darko               |
| Miro Labovic              | Mirza               |
| Jelena Bundalovic         | Remza               |
| Mikkel Følsgaard          | Cato Vinding        |
| Neel Rønholt              | My                  |